# Ivor van Heerden
Ivor van Heerden est un professeur américain spécialisé en océanographie et en météorologie né le 21 septembre 1950 en Afrique du Sud. Après avoir obtenu un doctorat en Océanographie il devient le directeur adjoint du centre sur les ouragans de l'Université d'État de Louisiane (LSU), suivant notamment l'Ouragan Katrina. Il est également le directeur du Centre d'études des impacts des ouragans sur la santé publique.

## Biographie

### Jeunesse et formation
Ivor van Heerden est né le 21 septembre 1950 en Afrique du Sud.

### Carrière
Il crée un programme de modélisation d'ouragans à l'Université d'État de Louisiane[réf. nécessaire][Quand ?].
Depuis cette dernière décennie il est l'une des voix les plus importantes avertissant sur les effets inévitables d'un ouragan majeur sur la côté de la Louisiane[réf. nécessaire]. Il était l'un des participants à l'exercice « Ouragan Pam » en juillet 2004 et déclara que ses avertissements pendant cet exercice ont été ignorés, ce qui peut avoir contribué au désastre de l'Ouragan Katrina. Il prend également à partie le Corps du génie de l'armée des États-Unis (USACE) pour leurs erreurs de conception qui ont causé les problèmes de digues à La Nouvelle-Orléans en 2005. Pendant un certain temps, la LSU lui demande de ne pas parler aux médias, craignant que son livre, The Storm, ne mettent en danger l'argent des subventions fédérales envers l’université.

### Controverse
Le 9 avril 2009 la LSU annonce le licenciement d'Ivor van Heerden, prenant effet à la fin du semestre du printemps 2010. Ivor van Heerden déclare n'avoir jamais eu connaissance des raisons de son licenciement. Il prend la parole au micro d'Harry Shearer lors du programme radiophonique Le Show le 12 avril 2009 et déclare : « J'ai appris ne plus être directeur adjoint dans les médias. En gros, ils n'avaient pas le courage de me le dire en face... Ils ne pouvaient pas me dire pourquoi et ne le voulaient pas non plus ».
Un employé du Corps d'ingénieurs à la retraite critique Ivor van Heerden d'être un géologue qui avait prétendument offert des « services d'ingénierie » ou s'être présenté « comme ingénieur publiquement sans avoir un permis d'ingénieur professionnel », et avait par conséquent une responsabilité légale pour son employeur, la LSU.
Ivor van Heerden est vivement défendu dans la presse de Louisiane,,,,. Un article particulièrement virulent à l'encontre de l'administration de la LSU a été publié dans le The Times-Picayune, rédigé par James A. Cobb Jr. avocat et professeur adjoint à la faculté de droit de l'Université Tulane, rivale de LSU. L'article se terminait ainsi :

« La liberté académique et l'intégrité intellectuelle sont, à la LSU, comme deux cousins éloignés dont on ne parle plus depuis des années.
Université vedette ? S'il vous plaît. »

— James A. Cobb Jr..
Dans une interview citée dans le New York Times, Ivor van Heerden, évoque des suspicions sur le fait que son licenciement « au ralenti » était calé sur l'ouverture, le lundi 20 avril, d'une poursuite civile de plusieurs milliards de dollars devant un tribunal fédéral contre l'USACE au sujet du Canal Mississippi River – Gulf Outlet. Le procès allègue que le canal « raccourci » a causé une dégradation de l'environnement des zones humides et a considérablement accru l'effet de Katrina, provoquant des inondations dans des zones telles que la paroisse de Saint-Bernard et le neuvième quartier inférieur de la ville. Ivor van Heerden devait témoigner dans cette affaire et il a dit : « Je pense que c'est le moment... Pour essayer de me discréditer ».
Le 10 février 2010, Ivor van Heerden a déposé une plainte contre son licenciement injustifié devant le tribunal d'État de Louisiane, alléguant que les fonctionnaires de la LSU avaient mené une campagne de représailles contre lui qui a abouti à la résiliation de son poste à l'université. Il s'est installé dans l'université peu de temps après que des courriels embarrassants aient été rendus publics. Les courriels échangés entre des membres du bureau du gouverneur de la Louisiane et des responsables de la LSU trois semaines après Katrina révèlent un plan pour museler Ivor van Heerden alors qu'il avait blâmé l'USACE pour sa responsabilité dans la plupart des inondations de la région de la Nouvelle-Orléans pendant Katrina. Ivor van Heerden leur demande 435 000 $, l'université a dépensé près d'un million de dollars pour lutter contre le procès.